# Lantos László (rendező)
Lantos László, Triceps (Nagykikinda, 1955. szeptember 29. –) színházi és filmrendező, performer, művészeti író, kulturális szervező. 

## Életútja
1970–74: a szabadkai Moša Pijade Gimnázium diákja. 1974–80 az Eötvös Loránd Tudományegyetem Bölcsészettudományi Karának magyar-szerbhorvát-esztétika szakos hallgatója.
1984–87: az újvidéki Új Symposion olvasószerkesztője. 1987–89: a Szabadkai Rádió Szép szó című irodalmi műsor szerkesztő-műsorvezetője. 1987–91: a Szabadkai Íróközösség vezetőségi tagja. 1989–91: a Nolit Könyvesbolt üzletvezetője. 1993–94: a Magyar Narancs hetilap kulturális rovatának újságírója. 1994–95: a Volt Magazin szerkesztőjeként dolgozott. 1995–2001: a Black-Black Galéria alapító, művészeti vezetője. 1996–97: az Osiris Kisebbségi Könyvesklub szerkesztője és szervezője. 1997–99: a Jump Magazin szerkesztője. 1999–2000: az Osiris Könyvesház referense. 2002–05: a Merz Ház alapító, művészeti vezetője. 2006-tól a Zrem Film Stúdió alapítója, forgatókönyvírója és rendezője. 2009 óta a Szépírók Társasága tagja. 2015-től a nyóckeri Mersz Klub vezetője.

## Díjai
- 2008. New Orwell-díj > Magyar Dadaisták Szövetsége (Bp.)

## Főbb művei

### Színházi rendezések és performanszok
- 1984-től body art performanszok
- 1987. Kugla (Zágráb – Szabadka / YU) > társrendező, performer
- 1988-1991. Aphasia Teátrum (Szabadka) > társulatvezető, rendező, performer
- 1992. Figura Stúdió Színház (Gyergyószentmiklós / RO) > vendégrendező
- 1993. Honvéd Együttes (Bp.) > vendégrendező
- 1993-tól Opál Színház (Bp.) > társulatvezető, rendező, performer

### Body art performanszok
- 1985. Kívül ég, de belül éget – In memoriam Jan Palach
- 1986. Ne szeress, ne szeress – In memoriam Csáth Géza
- 1990. Csókok – In memoriam Aphasia
- 1995. Az éhezőművész – In memoriam Franz Kafka
- 2004. Csókok 2 – In memoriam Aisahpa

### Rendezések

#### Kugla Glumište (Zágráb – Szabadka)
- 1987. Gépezetek és fenevadak [Strojevi i zvijeri] > tragoedia dell’arte > Damir Bartollal közösen

#### Aphasia Teátrum (Szabadka)
- 1988. Glifák > fónikus performansz
- 1988. Ataraxia > drámai rituále
- 1988. Most majd én símogatlak tégedet > rituális performansz Tolnai Ottó novellájából
- 1988. Ópium > rituális performansz
- 1991. Only You I-II. > szentimentális performansz

#### Figura Stúdió Színház (Gyergyószentmiklós)
- 1992. Pöszmékör > abszurd kórusmű Beckett dalocskájára
- 1992. Koponyatorony > rituális abszurd Beckett: A játszma vége c. drámája alapján

#### Honvéd Együttes (Budapest)
- 1993. Szenvedély > érzékeny játék Déryné emlékiratai alapján

#### Opál Színház (Budapest)
- 1993. Hét könnycsepp > szakrális performansz
- 1994. Maldoror énekei: I. Kegyetlenség, II. Istentelenség, III. Szívtelenség, IV. Álmatlanság > rituális performanszok Lautréamont prózaversére
- 1995. Ko – Hommage à Cage > rituális zenei performansz
- 1995. Was ist Kunst – Hommage à Laibach > totalitárius zenei performansz
- 1995. Tetrapakk – Hommage à Residents > reciklált zenei performansz
- 1996. Barbárok lakomája > plátói performansz Platón alapján
- 1996. Pepsi-Pack > reciklált zenés performansz kólában
- 1996. FehFek > banális performansz fekete-fehérre
- 1996. Mechanikus Xubu > rémbohózat Alfred Jarry drámájából
- 1997. Maraton Athénban > maratoni performansz Miroslav Mandić naplójából
- 1997. A kísértések rózsája > gyaloglóperformansz Budapest hídjain
- 1997. Röpülő egerek > kiállítási desszant akció Ray Johnson emlékére
- 1997. Ellen-Koldúsopera > opera performansz Monty Cantsin ötletéből
- 1997. Lángoló fridzsider – Hommage à Marcel Duchamp > neoista performansz
- 1998. A Pancsen láma elrablása > szakrális performansz Gedhun Choekyi Nyima láma tiszteletére
- 1998. Ah, cél tűrő tér > fónikus performansz Shakespeare Hamlet-monológjából
- 1999. Tündérbordák > zenei performansz az éhezőművészek emlékére > Rendezte: Gasner János
- 1999. 2000 ütés – Hommage à Zarathustra > rituális időperformansz
- 2000. Bábel > ezredvégi performansz Sziveri János halotti versére
- 2001. A művészet > fénykereső performansz
- 2003. Egy lépés > mozdulatlan performansz Walt Disney meséjéből
- 2008. Dadalok – Sarage á Bada Dada > zenei performansz
- 2008. Utolsó dadaista szimfónia > kórusmű Hugo Ball kiáltványából
- 2009. A butaság szimfóniája > kórusmű Matthijs van Boxsel szövegére
- 2010. Négyujj Mester tanításai > fónikus performansz

### Forgatókönyvek, filmek
- 1985. Fatalni portreti [Fatális portrék] > video portréfilm Slavko Matković szerb művészről (10 p) > Forgatókönyv: Triceps. Rendező: Aleksandar Davić (Újvidék / YU)
- 1992. A szakadár > kísérleti kisjátékfilm Konrád György: A látogató c. regénye alapján. > Forgatókönyv: Triceps
- 1995. Az éhezőművész > video dokumentumfilm (40 p) > Forgatókönyv: Triceps. Rendező: Gyenes Attila
- 1999. Tündérbordák > video dokumentumfilm az Opál Színház előadása alapján (40 p) > Forgatókönyv: Triceps. Rendező: Szalay Péter
- 2002. Semmikor > kísérleti kisjátékfilm > Forgatókönyv: Gasner János, Ladik Katalin, Triceps
- 2005. Rózsatövis Exodus > 3D animációs játékfilm > Forgatókönyv: Péterffy Zsófia, Kovács Gábor, Triceps
- 2005. Kis utazás > 2D rajz animációs gyerekfilm > Forgatókönyv: Triceps
- 2006. A szellemvárban > 2D rajz animációs gyerekfilm > Forgatókönyv: Triceps, Péterffy Zsófia
- 2007. Orbis Vita > 2D festmény animációs film > Forgatókönyv: Triceps, Péterffy Zsófia
- 2008. Dada Univerzoom > Bada Dada emlékfilm (42 p) > Forgatókönyv: Triceps. Rendező: Triceps vs Gas
- 2009. Kacatbolygó meséi > 2D animációs gyerekfilm sorozat > Forgatókönyv: Péterffy Zsófia, Prakter Mariann, Triceps. Rendező: Péterffy Zsófia, Prakter Mariann
- 2009. Szívünkben kacag fel a napfény > 2D kollázs animációs film (10 p) > Forgatókönyv, rendező: Triceps
- 2009. Mancika és a hang > 2D rajz és kollázs animációs film > Forgatókönyv: Péterffy Zsófia, Triceps. Rendező: Péterffy Zsófia

### Webes tevékenység
- 1997-98. MASZK / Ex-Stasis > újságíró (színház, vegyes) – megszűnt
- 1998-2001. Bahia Music > újságíró, rovatvezető (program) – megszűnt
- 2001. Sziget Fesztivál > újságíró, rovatvezető (színház, divat) – megszűnt
- 2007-08. Bada Dada Memorex (iWiW.hu) > emlékoldal szerkesztő, blogvezető – megszűnt
- 2007. Bada Dada dalai (zeneszöveg.hu) > szerkesztő
- 2009. Body art (Facebook) > szerkesztő, blogvezető – megszűnt
- 2012- 220 Volt rovat (prae.hu) > szerkesztő, szerző
- 2019- performance.dock blog (prae.hu) > szerző, szerkesztő

### Publikációk
1972-től szépirodalom (vers, novella, drámai szöveg), forgatókönyv, értekező próza (színház, performansz, film, fotó, képzőművészet, képregény, zene, irodalom, multimédia témakörben), valamint fordítások (szerb-horvát és angol nyelvről) és vizuális munkák közel 40 hazai és külföldi folyóiratban, művészeti magazinban: Jelen, Üzenet, Rukovet (szerb-horvát) > Szabadka; Képes Ifjúság, Magyar Szó, Új Symposion, Novy Żivot (szlovák) > Újvidék; Mozgó Világ, Polisz, Reform, Blick, Liget, Magyar Narancs, Árnyékkötők, Volt Magazin, Jump Magazin, Cigányfúró, Könyves Extra, 168 óra, Magyar Nemzet, Népszabadság > Budapest; Ex-Stasis, Tiszatáj > Szeged; Katedrális > Vác; Műút > Miskolc; Magyar Műhely > Párizs; I.S.C.A. Quaterly (angol) > Brooklyn; Reč, Vreme (szerb) > Belgrád, stb.

### Önálló kötetei
- 2005. Éhségkönyv – Az éhezőművész naplója (Nyitott Könyvműhely Kiadó, Bp.)
- 2013. Falcsik Mari & Triceps: Nőket néző képek (Scolar Kiadó, Bp.)
- 2017. Semmikor. Versek, 1955 (Bada Dada Alapítvány, Mersz könyvek 1., Bp.)